# Амбарцумян Саркіс Саакович
Амбарцумян Саркіс Саакович — вірменський державний діяч, голова Ради народних комісарів Вірменської РСР у 1926—1928 роках.

## Біографія
Походив з селянської родини Нагірного Карабаху. Народився 1880 року. Закінчив реальне училище в Шуші. Член Компартії з 1903 року.
Закінчив медичний факультет МДУ (1909). У лютому 1902 року був заарештований у Москві за участь у студентських заворушеннях, пробув в ув'язненні шість місяців. 7 червня 1903 року був заарештований у зв'язку з провалом Московської соціал-демократичної організації. У жовтні того ж року звільнений з-під нагляду поліції й 1904 засланий до Архангельської губернії.
Того ж року був обраний членом Бакинського комітету РСДРП. 1905 брав участь у московському грудневому збройному повстанні.
У 1910–1917 роках в Шуші займався медициною та пропагандою комуністичних ідей серед жителів міста та району. Восени 1917 року долучився до більшовиків. Після падіння Бакинської комуни знову був заарештований.
Після Жовтневого перевороту виконував державну, партійну роботу в Карабасі.
1921 був наркомом охорони здоров'я Вірменської РСР; у 1922 — головою Верховної Ради (Центрального комітету) КП Вірменії; з 1926 до 1928 року займав пост голови Раднаркому ВРСР; з 1929 до 1944 року працював у Москві.